# Reumert (Theaterpreis)/Bester Dramatiker
Reumert: Bester Dramatiker (Årets Dramatiker)
Gewinner und Nominierte in der Kategorie Bester Dramatiker (Årets Dramatiker) seit der ersten Verleihung im Jahr 1999. Unter drei Nominierten wird ein Preisträger ausgezeichnet, wobei ein Dramatiker für bis zu drei Werke nominiert werden kann. Bisheriger Rekordsieger ist Jakob Weis mit drei Auszeichnungen. Nikoline Werdelin erhielt den Preis 2001 und konnte ihn im darauf folgenden Jahr verteidigen. Christian Lollike wurde 2013 für drei Werke ausgezeichnet.

## 1990er-Jahre
| Jahr | Preisträger  | Theaterstück                               | Nominierungen                                                   |
| ---- | ------------ | ------------------------------------------ | --------------------------------------------------------------- |
| 1999 | Line Knutzon | Først bli’r man jo født Snart kommer tiden | Nikoline Werdelin für Den blinde Maler Morti Vizki für Ulvetime |

## 2000er-Jahre
| Jahr | Preisträger                                  | Theaterstück                                       | Nominierungen                                                                                   |
| ---- | -------------------------------------------- | -------------------------------------------------- | ----------------------------------------------------------------------------------------------- |
| 2000 | Martin Tulinius                              | K                                                  | Erling Jepsen für Snefnugget og Øjeæblet Jens Albinus für Nederdrægtighedens historie           |
| 2001 | Nikoline Werdelin                            | Mine to Søstre                                     | Claus Beck-Nielsen für Ci-vi-li-sa-tion Thor Bjørn Krebs für Kunsten at vedligeholde en far     |
| 2002 | Nikoline Werdelin                            | Boblerne i Bækken                                  | Jakob Weis für Pelsjægerne Gerz Feigenberg für Strip                                            |
| 2003 | Claus Beck-Nielsen                           | En sidste sang Parlamentet                         | Christian Lollike für Operation Louise og Ferdinand Ole Bornedal für Mænd uden noget            |
| 2004 | Astrid Saalbach                              | Verdens ende                                       | Peter Asmussen für Alle hans gerninger Thor Bjørn Krebs für Europamestrene sowie Om Tommy       |
| 2005 | Jokum Rohde                                  | Pinocchios aske                                    | Line Knutzon für Guitaristerne Jørgen Ljungdahl für De Dødes Rige                               |
| 2006 | Vivian Nielsen                               | Brandes                                            | Anna Bro und Martin Lyngbo für Forstad Christian Lollike für Underværket sowie Service Selvmord |
| 2007 | Jakob Weis                                   | Håndbog i overlevelse Helmer Hardcore              | Nikoline Werdelin für Natmandens datter Christian Lollike für Nathan (uden titel)               |
| 2008 | Claus Flygare, Kari Vidø und Lars Kjeldgaard | Fobiskolen                                         | Tomas Lagermand Lundme für Solidaritet Maj Rørbæk Damgaard für Café Zennep                      |
| 2009 | Christian Lollike                            | Kosmisk frygt eller den dag Brad Pitt fik paranoia | Jokum Rohde für Orestien Rikke Bendsen für Kvinden og aben                                      |

## 2010er Jahre
| Jahr | Preisträger        | Theaterstück                        | Nominierungen                                                                        |
| ---- | ------------------ | ----------------------------------- | ------------------------------------------------------------------------------------ |
| 2010 | Peter Asmussen     | Ingen møder nogen                   | Mikkel Wallentin für Grünfeld Forsvar Thomas Howalt für Hemmeligheden                |
| 2011 | Jakob Weis         | Udslet Hornsleth                    | Line Mørkeby für Lykke Bjørn Astrid Saalbach für Rødt og Grønt                       |
| 2012 | Thomas Levin       | Peter og elgen                      | Christian Lollike für Det normale Liv Thor Bjørn Krebs für Om Baronessen             |
| 2013 | Christian Lollike  | Skakten Manifest 2083 Kagefabrikken | Rhea Leman für Gorilla Julie Maj Jakobsen für Fucking Fattig                         |
| 2014 | Anna Bro           | Varmestuen                          | Tomas Lagermand Lundme für Rindal Jakob Weis für Casper Christensen Komplekset       |
| 2015 | Thomas Markmann    | Beton                               | Andreas Garfield für Elefantmanden Peter Asmussen für Det der er                     |
| 2016 | Peter Asmussen     | Soli Deo Gloria                     | Abelone Koppel für Tørst Nielsen für Markedet (er ikke noget sted)                   |
| 2017 | Jakob Weis         | Hamlet in Absentia                  | Lærke Sanderhoff für Lev menneske Thomas Markmann für Drengen der ville være vægtløs |
| 2018 | Julie Maj Jakobsen | Aftenlandet                         | Hassan Preisler für Martyren Munk Line Mørkeby für Jeg løber                         |
| 2019 | Andreas Dawe       | Vort mismods vinter                 | Rhea Leman für Leve livet Christina Hagen für Med mig selv i mine egne arme          |